# Nyssa, Oregon
Nyssa, Oregon (енгл. Nyssa) град је у америчкој савезној држави Орегон.

## Демографија
По попису из 2010. године број становника је 3.267, што је 104 (3,3%) становника више него 2000. године.
| Група             | 2000.         | 2010.         |
| Белци             | 1.244 (39,3%) | 1.214 (37,2%) |
| Афроамериканци    | 13 (0,4%)     | 10 (0,3%)     |
| Азијати           | 32 (1,0%)     | 42 (1,3%)     |
| Хиспаноамериканци | 1.809 (57,2%) | 1.976 (60,5%) |
| Укупно            | 3.163         | 3.267         |